# اوکوتوله
اوکوتوله (به لاتین: Ukutule) یک منطقهٔ مسکونی در سری‌لانکا است که در استان مرکزی (سری‌لانکا) واقع شده‌است.